# بقلولة (الغربية)
بقلولة إحدى قرى مركز السنطة التابع لمحافظة الغربية بجمهورية مصر العربية.

## التاريخ
قرية بقلولة من القرى القديمة، كما وردت باسم «منية بقلوله» في أعمال الغربية ضمن قرى الروك الناصري التي أحصاها ابن الجيعان في كتاب «التحفة السنية بأسماء البلاد المصرية». وفي تاريخ 1228هـ/1813م الذي عدّ قرى مصر بعد المسح الذي قام به محمد علي باشاأصبحت «بقلولة» وحدة قائمة بذاتها.

## السكان
بلغ عدد سكان بقلولة 4888 نسمة حسب تقدير عام 2018.
| السنة  | 1882 | 1897 | 1907 | 1927 | 1947 | 1960 | 1976 | 1986 | 1996 | 2006  | 2018 |
| ------ | ---- | ---- | ---- | ---- | ---- | ---- | ---- | ---- | ---- | ----- | ---- |
| القرية | 659  | 867  | 1157 | 834  | 1316 | 1710 | 2332 | 2982 | 3559 | 4,135 | 4888 |